# Pół na pół (film)
Pół na pół (ang. Fifty/Fifty) – amerykańska komedia sensacyjna z 1992 roku.

## Główne role
- Peter Weller – Jake Wyer
- Robert Hays – Sam French
- Charles Martin Smith – Martin Sprue
- Ramona Rahman – Suleta
- Kay Tong Lim – Akhantar
- Dom Magwili – genrerał Bosavi
- Azmil Mustapha – pułkownik Kota
- Dharma Harun Al-Rashid – Sentul
- Ursula Martin – Liz Powell
- Sharudeen Thamby – pułkownik Seng
- Kenji Sevai – sternik

## Fabuła
Dwaj najemnicy Jake Wyer i Sam French zostają wysłani z misją obalenia dyktatora jednego z państw Azji Południowo-Wschodniej. Cała operacja stoi jednak pod znakiem zapytania, gdyż panowie ciągle kłócą się ze sobą.